# Sókaku osztályú repülőgép-hordozó
A két Sókaku osztályú repülőgép-hordozót a Japán Birodalmi Haditengerészet építtette az 1930-as évek végén. Röviddel az 1941-ben kezdődő csendes-óceáni háború előtt készültek el. Elkészültükkor a világ legjobb repülőgép-hordozói között tartották számon őket. A midwayi csata kivételével minden nagyobb tengeri akcióban részt vettek a Csendes-óceánon, többek között Pearl Harbor megtámadásában, a korall-tengeri csatában és a guadalcanali hadjáratban.
A tapasztalatlan repülőcsoportjaik miatt a Pearl Harbor elleni támadás során csak a repülőterek támadása volt a feladatuk, azonban később elsüllyesztettek két amerikai flotta-hordozót és egy öregedő brit könnyű hordozót. A testvérhajók a korall-tengeri csata után visszatértek Japánba, a sérülések kijavítása, és az elvesztett repülőgépek pótlása miatt, így egyikük sem vehetett részt a midwayi csatában 1942 júniusában. Az ottani katasztrofális veszteségek után a két Sókaku osztályú hajó képezte a Japán Haditengerészet repülőgép-hordozóinak gerincét a háború hátralevő részében. Így ők voltak a fő ellentámadó erő, amit Guadalcanal amerikai inváziója ellen vetettek be 1942 augusztusában. Két hónappal később a Japán Hadsereget próbálták támogatni egy jelentős offenzívában, amelynek célja az amerikai tengerészgyalogosok kiszorítása volt Guadalcanalról. Ez a Santa Cruz-szigeteki csatába torkollott, ahol megbénítottak egy amerikai hordozót és egy továbbit megrongáltak, cserébe a Sókaku és egy könnyű hordozó megrongálódott. Mivel az amerikaiak kiszorítása sikertelen volt, így a japánok 1943 elején kivonták a maradék haderejüket Guadalcanalból a Zuikaku repülőgépcsoportjainak fedezetében.
A következő évben a legénység képzése után dél felé vették az irányt, hogy megakadályozzák az amerikaiakat a Marianna-szigetek vagy a Fülöp-szigetek elfoglalásában. 1944 júniusában a filippínó-tengeri csatában egy amerikai tengeralattjáró elsüllyesztette a Sókakut, négy hónappal később az engano-foki csatában a Zuikakut feláldozták csaliként.

## Építésük és paramétereik

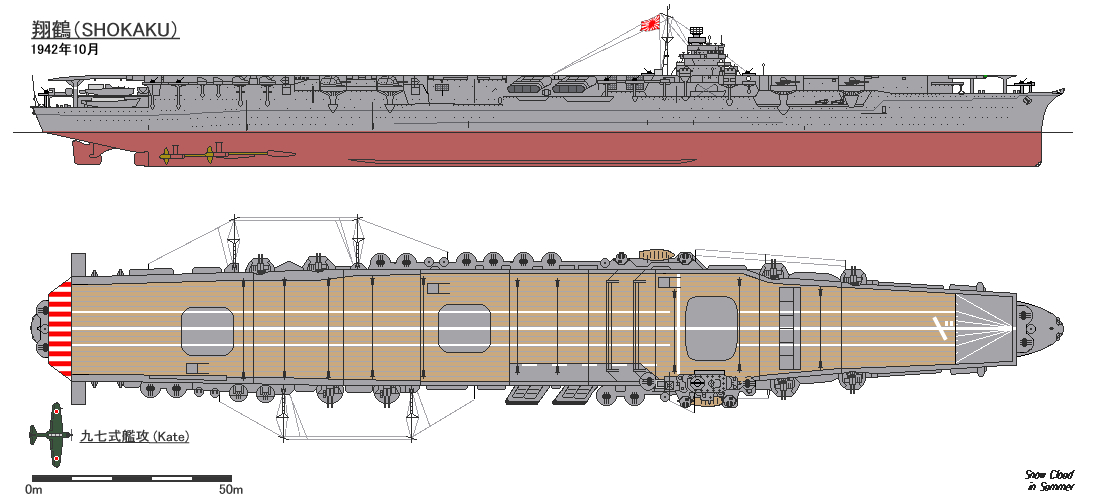
A Sókaku jobb oldali és felső nézete 1942-ben

A két Sókaku osztályú repülőgép-hordozót 1937-ben rendelték meg, a 3. haditengerészeti flottabővítési program keretében. A washingtoni haditengerészeti szerződés 1936. decemberi lejártával nem voltak költségvetési korlátok, így a birodalmi haditengerészet minőségi fölényt akart elérni az ellenfeleivel szemben. A már létező hordozókra építve a tengerészeti vezérkar nagyratörő követelményekkel állt elő egy hajóra, amelynek repülőgép-kapacitása megegyezett az Akagi és Kaga 96-os kapacitásával, ugyanolyan gyors volt, mint a Hirjú, és védelmi fegyverzete megegyezett a Kagáéval. Továbbá nagyobb páncélzatúnak és nagyobb hatótávolságúnak kellett lennie, mint bármely létező hordozónak.
A haditengerészeti műszaki osztály alapvető tervezésért felelős részlege egy megnagyobbított és továbbfejlesztett Hirjú modell mellett döntött, a szigettel (a hajó felépítményének azon része, amely a felszállófedélzet felett helyezkedik el) a bal oldalon, középtájt. Miután az építések megkezdődtek, a haditengerészet repülésügyi műszaki osztályának kétségei támadtak a sziget elhelyezkedése felől, mivel úgy gondolták, hogy a bal oldali elhelyezés negatív hatással volt a légáramlásra a felszállófedélzet felett, csakúgy, mint a Hirjún és az Akagin. További problémát jelentett a sziget középső elhelyezése is, mivel így kevesebb leszállási terület állt rendelkezésre. Ez a későbbiekben problémát jelenthetett a repülőgépek fejlődéséből kifolyólag, mivel egyre nagyobb leszállási sebességek alakultak ki a tömegnövekedések hatására. Hogy megerősítsék ezeket a feltevéseket, a repülésügyi műszaki osztály több száz fel- és leszállást vett filmre az Akagi fedélzetén 1938 októbere és novembere között. Végül arra jutottak, hogy a sziget jobb oldalra fog kerülni, kissé előrébb, körülbelül a hajó orrától számítva 1/3-os távolságra. Ekkor a Sókaku építése már előrehaladott állapotban volt, a hajóhíd tartószerkezete már elkészült. Mivel ennek átépítése késleltette volna az építést, így végül úgy hagyták, ahogy volt. Ennek hatására a szigettel ellentétes oldalon a felszállófedélzetet meghosszabbították 1 méterrel, ennek megfelelően a jobb oldalon 50 centiméterrel megrövidítették, továbbá 100 tonna ballasztot helyeztek bal oldalra, hogy kiegyensúlyozzák a hajót.
A hajó hosszúsága 257,5 méter volt, szélessége 29 méter, merülése 9,32 méter (teljesen feltöltve), mélysége 23 méter. Vízkiszorítása 32 000 tonna volt teljes töltöttségnél. A Jamato osztályú csatahajókon elvégzett hidrodinamikus kutatásokon alapulva a Sókaku osztályt bulbaorral látták el, továbbá dupla kormánylapátokat kaptak, amiket a hajó középvonala mentén helyeztek el, a propellerek mögött. A legénység 1 660 főből állt, a légi személyzet kivételével.
A Sókaku osztályú hajókat 4 db Kampon típusú gőzturbinával látták el, amelyek egyenként egy-egy 4,2 méteres propellert hajtottak meg. A turbinákat 8 db Kampon Type Model B típusú vízcső kazánból származó gőzzel hajtották meg. A kazánok egyenként 30 kg/cm² nyomáson működtek, amelyek így összesen 160 000 lóerőt adtak le a tengelyekre. A hajó így 34,5 csomó névleges sebességre volt képes. Ez volt a legerősebb meghajtórendszer a Birodalmi Haditengerészet birtokában. Ez a Jamato osztályhoz képest 10 000 lóerő többletet jelentett, a Mogami osztályhoz képest 8000 lóerőt. A tengeren végzett kísérletek alatt a két Sókaku 34,37–34,58 csomós sebességet ért el, 161 290–168 100 lóerő segítségével. 5000 tonna üzemanyagot vittek magukkal, amely 9700 tengeri mérföldes (18 000 km) hatótávolságot jelentett 18 csomós sebességnél. A kazánok kivezetése jobb oldalon történt, középtájt. A kiáramoltatás a felszállófedélzet alatt, 2 db lefelé kanyarodó kéményen keresztül valósult meg. A Sókaku osztályt továbbá 3 db 600 kilowattos turbógenerátorral és 2 db 350 kilowattos dízelgenerátorral látták el, amelyek egyenként 225 volton működtek..

### Felszállófedélzet és hangárok

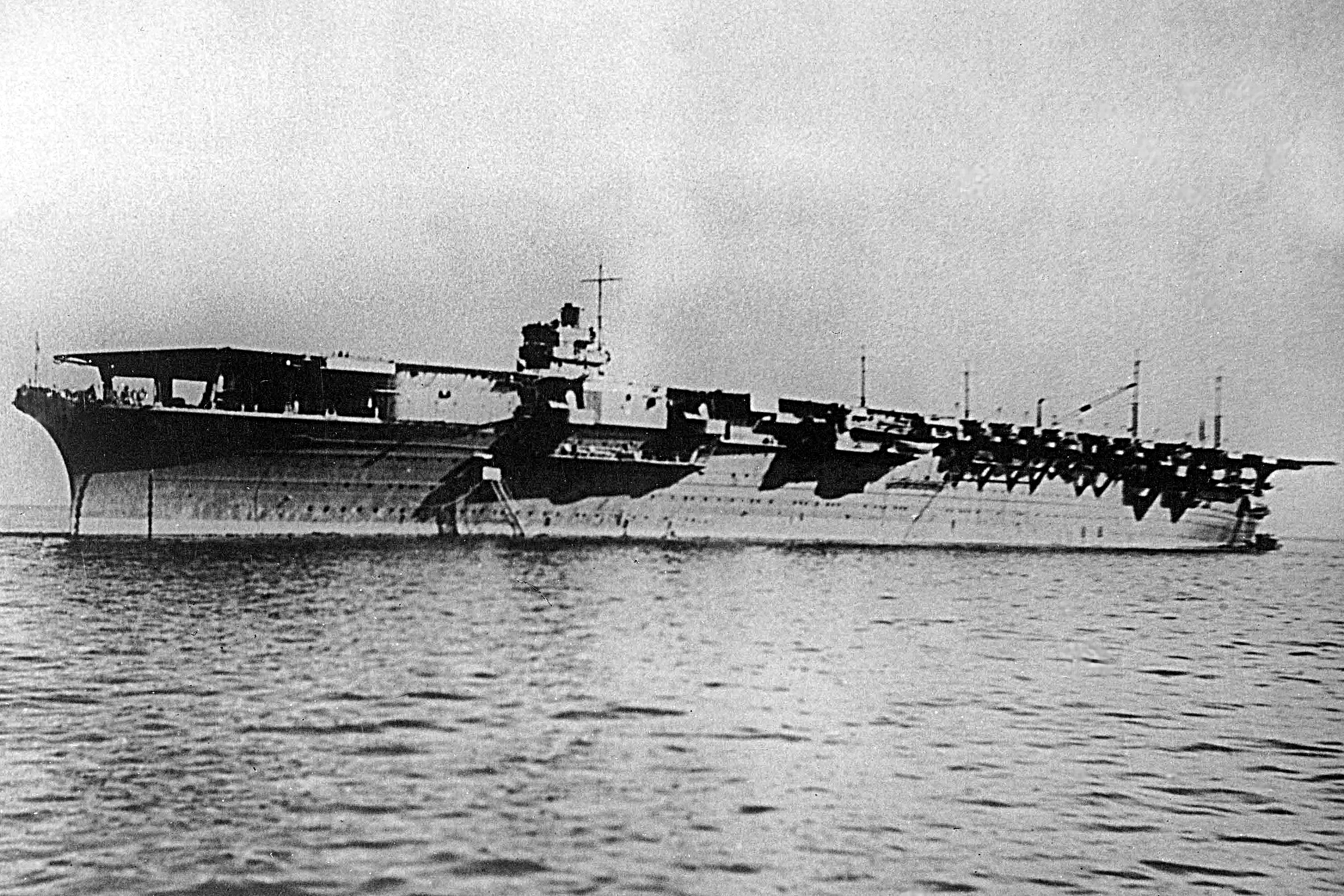
A Zuikaku a kikötőben elkészülése napján (1941. szeptember 25.)

242,2 méteres felszállófedélzet maximális szélessége 29 méter volt és a felépítményen túlnyúló részeket mindkét oldalon pillérekkel támasztották alá. A fedélzeten 10 db elfogókábelt helyeztek el keresztirányban, amelyek képesek voltak megállítani egy 4000 kilogrammos repülőgépet. Ha a repülőgép elvétette ezeket, akkor még megállíthatta azt 3 db ütközőbarikád. Habár volt hely 2 darab repülőgép-katapultnak, a két Sókaku elsüllyedt, mire a fejlesztésük befejeződött. A hajókba 2 darab egymás tetejére helyezett hangár került. A felső hangár körülbelül 200 méter hosszúságú volt, szélessége 18,5 és 24 méter között mozgott, magassága 4,85 méter volt. Az alsó hangár 20 méterrel volt rövidebb, szélessége 17,5 és 20 méter között mozgott, magassága 4,7 méter volt. Az alsó hangár méretei miatt csak vadászgépek befogadására volt képes. A két hangár teljes alapterülete 5 545 m² volt. A hangárokat felosztották 5-6 darab tűzfüggönyre, mindegyikben mindkét oldalt tűzoltóhab-adagoló készülékek voltak elhelyezve. Az alsó hangárba még szén-dioxidos tűzelnyomó készülék is került. Mindegyik szektort ellátták egy pár elzárt és páncélozott állomással, hogy onnan irányítsák a tűzfüggönyöket és a tűzoltó berendezéseket.
A repülőgépeket a hangárok és a fedélzet között 3 lifttel szállították. Összesen 15 másodpercbe telt az alsó hangárból a fedélzetre szállítani a repülőgépeket. Az első lift (13 × 16 méter) nagyobb volt, mint a többi, hogy az éppen landolt repülőgépek szárnyuk összecsukása nélkül hangárba kerülhessenek. A másik két lift keskenyebb volt (13 × 12 méter). A hajókra egy darut helyeztek a felszállófedélzet jobb oldalára, a hátsó lifttel egy vonalban, amely összecsukott állapotban nem emelkedett ki a fedélzetből.
A Sókaku osztályú repülőgép-hordozóknak 96-os repülőgép kapacitást terveztek, a 24 tartalékrepülővel együtt. Ebbe tartozott 12 db Mitsubishi A5M típusú vadászgép, 24 db Aichi D1A2 Type 96 típusú zuhanóbombázó, 24 db Mitsubishi B5M Type 97 No. 2 típusú torpedóbombázó és 12 db Nakajima C3N Type 97 típusú felderítő repülőgép. Ezen repülőgépek közül mindegyiknél készült nagyobb és modernebb változat, miközben a hordozókat még építették. Ezért végül 18 db Mitsubishi A6M Zero típusú vadászrepülő, 27 db Aichi D3A típusú zuhanóbombázó és 27 db Nakajima B5N típusú torpedóbombázó alkotta a repülőgépcsoportot. Továbbá 2 db Zero, 5 db D3A és 5 db B5N állt rendelkezésre tartalékként. Így a Sókaku osztályú repülőgép-hordozó 84 darabos repülőgép kapacitással rendelkezett.

### Fegyverzet és érzékelők

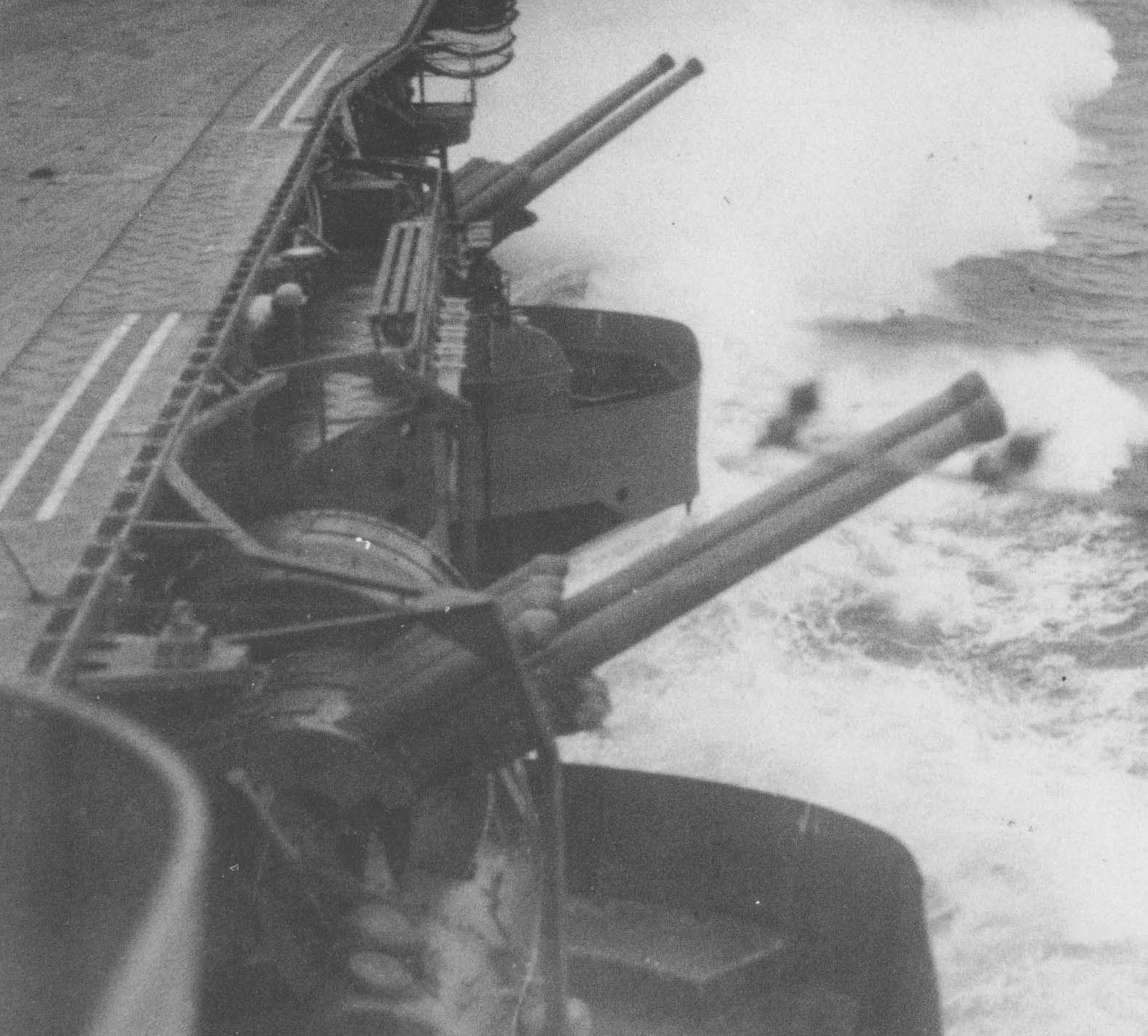
12,7 cm Type 89 típusú ágyúk a Zuikakun (1941. november)

A hordozók elsődleges légvédelmi fegyverzete 8 db dupla ágyús lövegtalpból állt, 40-es kaliberű 12,7 cm-es Type 89 típusú kettős célú lövegekkel felszerelve, amelyeket párokba rendezve a hajó két oldalán elől és hátul levő kinyúlásokra helyeztek. Ezeknek a lövegeknek 14 700 méteres hatótávolsága volt és 9 440 méteres maximális magasságig tudtak ellőni 90 fokos dőlésszögnél. A maximális tűzgyorsaság 14 lövedék volt percenként, azonban az elért tűzgyorsaság csak 8 lövedék volt percenként. Mindegyik lövegpárra egy-egy Type 94 típusú tűzvezető rendszer került, hogy irányítani tudják azokat, habár a szigeten lévő tűzvezető rendszer is képes volt erre.
A könnyű légvédelmi fegyverzet tucatnyi triplaágyús lövegtalpból állt, amelyekre licencépítésű Hotchkiss 25 mm Type 96 típusú légvédelmi ágyúk kerültek. Ezekből 6-6 darab volt a fedélzet két oldalán. Ez az ágyútípus volt a japán könnyű légvédelmi fegyverzet alapja a második világháborúban, azonban súlyos tervezési hiányosságokban szenvedett, amelyek miatt nagyban hatástalan volt. Mark Stille történész szerint a fegyverzetnek sok hibája volt, többek között „képtelen volt kezelni a nagy-sebességű célpontokat, mivel nem lehetett elég gyorsan forgatni vagy emelni se kézi, se gépi erővel. A célzórendszere sem volt megfelelő, továbbá hatalmas vibráció mellett hatalmas torkolattüze volt.” Ezeknek az ágyúknak az effektív hatótávolsága 1500–3000 méter volt és maximálisan 5500 méteres magasságig tudtak ellőni 85 fokos dőlésszögnél. Az effektív tűzgyorsaság mindössze 110–120 lövedék volt percenként mivel a 15 lövedékes tárakat gyakran kellett cserélni. A 25 mm-es ágyúkat 6 darab (páronként egy) Type 95 típusú tűzvezető rendszer irányította.
1942 júniusában a Sókaku és a Zuikaku légvégelmét is megerősítették 6 darab tripla 25 mm-es ágyúval, 2-2 a hajó orránál és a tatnál, 1-1 a sziget előtt és mögött. Az orrnál és tatnál levő párok kaptak 1-1 Type 95 típusú tűzvezető rendszert. Októberben még egy tripla 25 mm-es agyút raktak az orrhoz és a tathoz. 10 további szimpla lövegtalpat szereltek fel az 1944. júniusi Fülöp-szigeteki csata előtt. A csata után a Zuikaku légvédelmét megerősítették 26 szimpla lövegtalppal, így összesen 96 db 25 mm-es ágyú volt a fedélzeten, 20 db tripla lövegtalpban, 30 darab szimpla lövegtalpban. Ezeket még 8 db 28 lövedékű 12 cm-es rakétakilövő támogatta. Ezek a rakéták egyenként 22,5 kilogrammot nyomtak és maximális sebességük 200 m/s volt. Maximális hatótávolságuk 4800 méter volt.

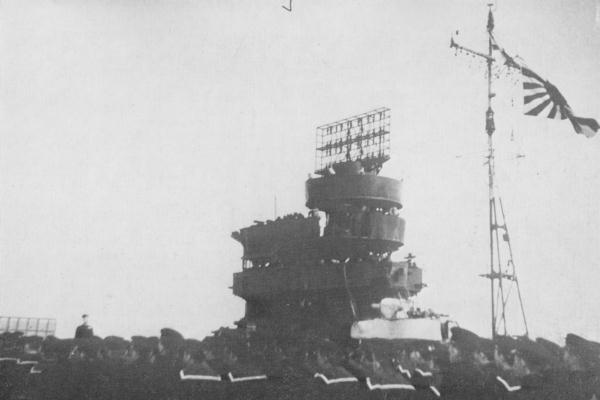
A sziget a Type 21 típusú radarral a Zuikaku fedélzetén (1942-43)

A Sókaku volt az első repülőgép-hordozó a birodalmi haditengerészetnél, amelyre Type 21 típusú korai figyelmeztető radar került. Ez 1942 szeptemberében történt meg, amikor a sziget tetejére szerelték fel. A Zuikakura való felszerelés időpontja ismeretlen, de mindkét hajó kapott egy második Type 21-es radart egy lecsukható installációban, a felszállófedélzet mellett. 1944 júniusa előtt egy Type 13 típusú levegőpásztázó radar került egy könnyű háromlábú állványzatra a sziget mögé. A Sókaku osztályú hordozókat még felszerelték egy Type 91 típusú hidrofónnal a hajó orrában, amely csak akkor volt használható, amikor a hajó nagyon lassan haladt, vagy lehorgonyzott.

### Páncélzat
A Sókaku osztály vízvonali páncélöve 46 mm nem cementált rézötvözet páncélzatból állt, amely szinte a hajó egész hosszát befedte. Ez a páncélöv 4,1 méter magas volt, amiből 2 méter volt víz alatt. A páncélzat alsó lemezsorát 50 mm Ducol acéllal erősítették meg. A töltényraktárakat 165 mm új Vickers nem cementált páncélzattal védték. Ez a páncél a 25 fokos dőlést is elérhette. Ebben az esetben elvékonyították a páncélt 55–75 mm-esre. A típus súlyos fogyatékosságának bizonyult, hogy a felszállófedélzet és a hangárok egyáltalán nem voltak páncélozva, ez rendkívül sérülékennyé tette a hajókat. A kazánház és a további meghajtó berendezések 65 mm nem cementált rézötvözet páncéllal voltak védve. A lőszerraktár feletti páncél 132 mm-es volt, a repülőgép-üzemanyag tárolók felett 105 mm. Az összes fedélzeti páncélzatot még beborították 25 mm Ducol acéllal.
A Sókaku osztályú repülőgép-hordozók voltak az első japán hordozók, amelyek rendelkeztek torpedóöv-rendszerrel. 1935-ben kezdődő modelleken való kísérletezéseken alapulva, a torpedó válaszfalon kívül levő folyadékkal megtöltött rekeszek „szendvicséből” állt. A kísérletek azt mutatták, hogy egy vékony, folyadékkal megtöltött rekesz szükséges volt ahhoz, hogy szétoszlassa egy torpedó vagy egy akna robbanási erejét a torpedó válaszfal egész felületén, továbbá megállítsa a robbanás által keletkezett repeszeket. Ennek külső felén 2 rekesz volt, hogy a robbanáskor keletkezett gázok erejét eloszlassa. A két legbelső rekeszt üzemanyag olajjal töltötték meg, amelyet később vízre cseréltek, ahogy fogyasztották az üzemanyagot. Maga a torpedó válaszfal egy külső 18–30 mm-es Ducol acéllemezből állt, amelyet egy 12 mm-es lemezhez szegecseltek. A birodalmi haditengerészet számított arra, hogy találatot kap a torpedó válaszfal, így egy vékony válaszfal lemezt helyeztek kicsit beljebb, hogy meggátolja azt, hogy a szivárgások elérjék a hajó létfontosságú részeit.

## A Sókaku osztály hajói
| Név     | Építő                                | Építés kezdete     | Vízre bocsátás     | Építés vége          | Végzet                                                                     |
| ------- | ------------------------------------ | ------------------ | ------------------ | -------------------- | -------------------------------------------------------------------------- |
| Sókaku  | Yokosuka Haditengerészeti Fegyverzet | 1937. december 12. | 1939. június 1.    | 1941. augusztus 8.   | Megtorpedózta és elsüllyesztette a USS Cavalla, 1944. június 19-én         |
| Zuikaku | Kawasaki Hajóépítő Vállalat          | 1938. május 25.    | 1939. november 27. | 1941. szeptember 25. | Légi támadás által elsüllyedt az engano-foki csatában, 1944. október 25-én |

## Pályafutásuk

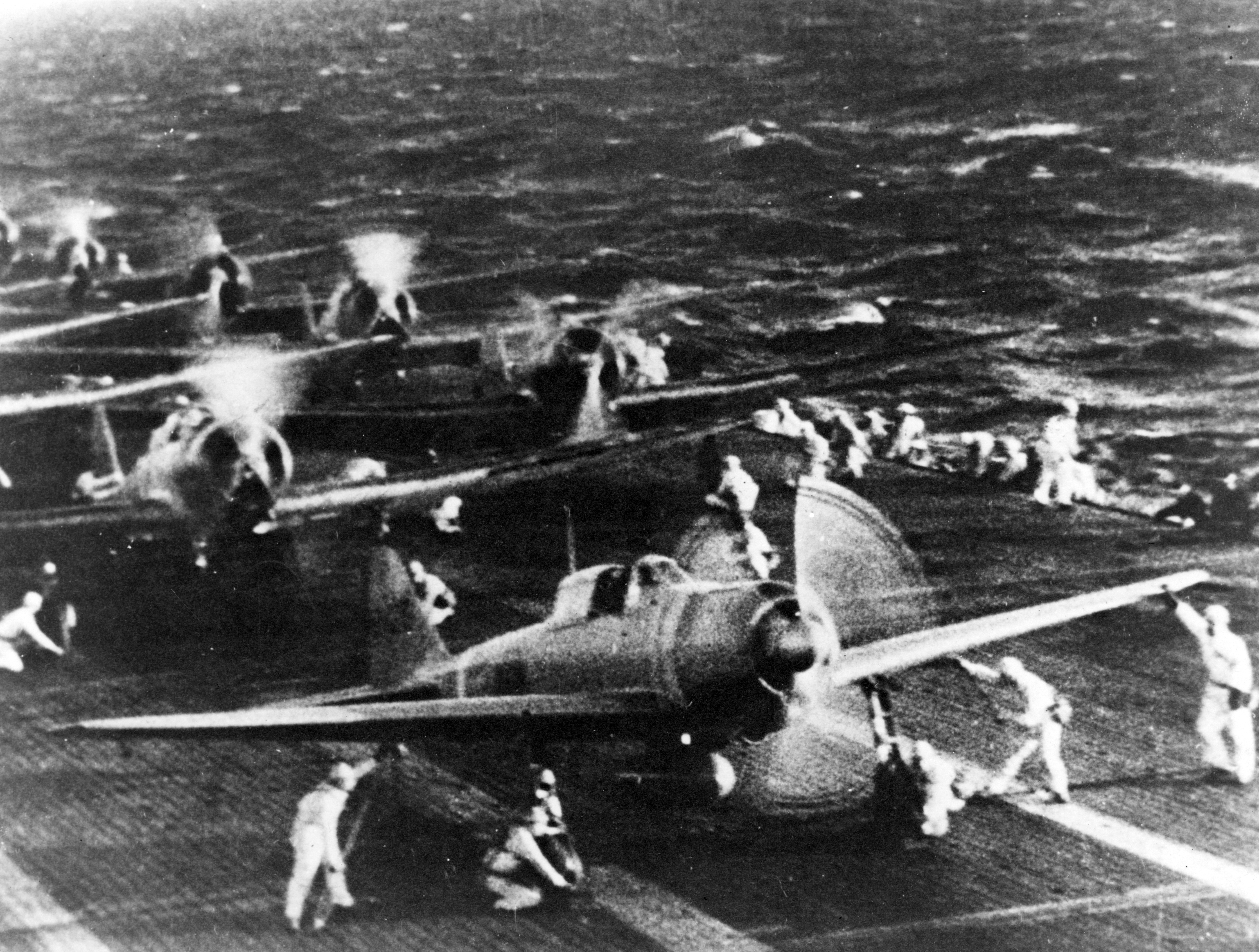
A Sókaku repülőgépei felkészülnek a Pearl Harbor elleni támadásra

Röviddel elkészülésük után a Sókaku és a Zuikaku az 5. Repülőgép-hordozó Hadosztályba került beosztásra, ami az 1. légi flotta része volt. Ezután elkezdtek felkészülni Pearl Harbor megtámadására. Mivel a repülőcsoportjaik tapasztalatlanok voltak, ezért a kevésbé igényesebb feladatot, a repülőterek támadását kapták feladatul, a hajóellenes küldetések helyett, amelyeket a tapasztaltabb hordozók kaptak. A Sókaku osztály hangárjaiban 18 db Zero vadászgép, 27 db D3A zuhanóbombázó és 27 db B5N torpedóbombázó állt. A két hordozó összesen 12 db Zeróval és 54 db D3A-val járult hozzá az első támadóhullámhoz 1941. december 8-án reggel. Ez az 54 zuhanóbombázó mért csapást a Wheeler Katonai Repülőtérre, Hickam Field-re és a Ford Island-i Haditengerészeti Légibázisra, míg a vadászgépek ágyútűz alá vették a Kaneohe Bay-i Tengerészgyalogsági Légibázist. Csak az 54 zuhanóbombázó vett részt a második hullámban lecsapva Ford Island-re, Hickam Field-re és Kaneohe Bay-re. Az 5. Hordozó Hadosztály repülői végezték a repülőterek elleni támadások nagy részét, a másik 4 hordozó repülői csak vadászgépekkel támogattak. Mindössze a Sókaku egyik zuhanóbombázója veszett oda a támadásokban, cserébe 314 amerikai repülőgép rongálódott vagy semmisült meg. Alan Zimm történész elmondása szerint „a fiatal pilóták ragyogó teljesítményt nyújtottak, nagyban túlteljesítve az elvárásokat, felülmúlva a többi, tapasztaltabb hordozó zuhanóbombázóit.”
1942 januárjában az 1. Repülőgép-hordozó Hadosztály tagjaival, az Akagival és a Kagával együtt támogatták Rabaul megszállását a Bismarck szigetvilágban, ezzel kiterjesztve a déli védelmi határvonalat egy esetleges ausztrál támadással szemben. Mind a négy hordozó repülőgépekkel támadta az ausztrál bázist Rabaul városában 1942. január 20-án. Az 1. Hordozó Hadosztály folytatta támadásait a város ellen, míg az 5. Hordozó Hadosztály nyugat felé vette az irányt és megtámadta Lae és Salamua városát Új-Guineában. Fedezték a partraszállásokat Rabaul és Kavieng városánál január 23-án, mielőtt visszatértek Truk szigetére a hónap végén. A február 1-jei Marshall és Gilbert szigeteki rajtaütések után az 5. Hordozó Hadosztály a japán partok közelében állomásozott március közepéig, hogy védekezni tudjanak az esetleges amerikai rajtaütések ellen.

### Indiai-óceáni rajtaütés
A testvérhajók ismét csatlakoztak az 1. légi flottához Staring Bay kikötőjében, a Celebesz szigeten, ahol az indiai-óceáni rajtaütésre készültek. Ekkorra már újjászervezett repülőcsoportokkal, amelyekben 21-21 db Zero, D3A és B5N szerepelt. A japánok szándéka a brit keleti flotta legyőzése volt, valamint a brit légierő megsemmisítése a körzetben, annak érdekében, hogy a burmai hadművelet során ne érje őket meglepetés. A Sókaku és a Zuikaku repülőgépeket küldött az április 5-ei húsvétvasárnapi rajtaütésre Colombo városához, Sri Lanka szigetén. Habár a civil hajókat kimenekítették Colombo kikötőjéből, a japánok elsüllyesztettek egy fegyveres kereskedőcirkálót, egy rombolót és súlyos károkat mértek néhány támogató létesítményre. Az 1. légi flotta visszatért Sri Lankára 4 nappal később, és megtámadta Trincomalee kikötőjét. A két Sókaku elsüllyesztett egy nagy teherhajót és megrongálták az HMS Erebus monitort. Eközben a japánok felderítették az HMS Hermes könnyű-hordozót, az HMS Vampire romboló kíséretében. Minden rendelkezésre álló D3A-t elindítottak a hajók megtámadására. A Sókaku és a Zuikaku repülői értek oda először, és el is süllyesztették a két brit hajót.

### Korall-tengeri csata
Úton Japán felé, az 5. Repülőgép-hordozó Hadosztály Truk szigete felé vette az irányt, hogy támogassa az MO hadműveletet (Port Moresby elfoglalása Új-Guineában). Miközben a küldetésre készültek, az amerikaiak lehallgatták és dekódolták a japán hadműveletről szóló üzeneteket, ezért útnak indították a USS Yorktown és a USS Lexington repülőgép-hordozót, hogy megállítsák a japán inváziót. A japánok elsőként május 3-án elfoglalták Tulagi szigetét a Salamon-szigeteken. Amerikai szárazföldi támaszpontú repülőgépek május 6-án felderítették a fő megszállóerő szállítóhajóit, a Sóhó könnyű-hordozó kíséretében, ezért az amerikai hordozók nyugat felé vették az irányt, hogy előkészítsék a következő reggeli támadást.

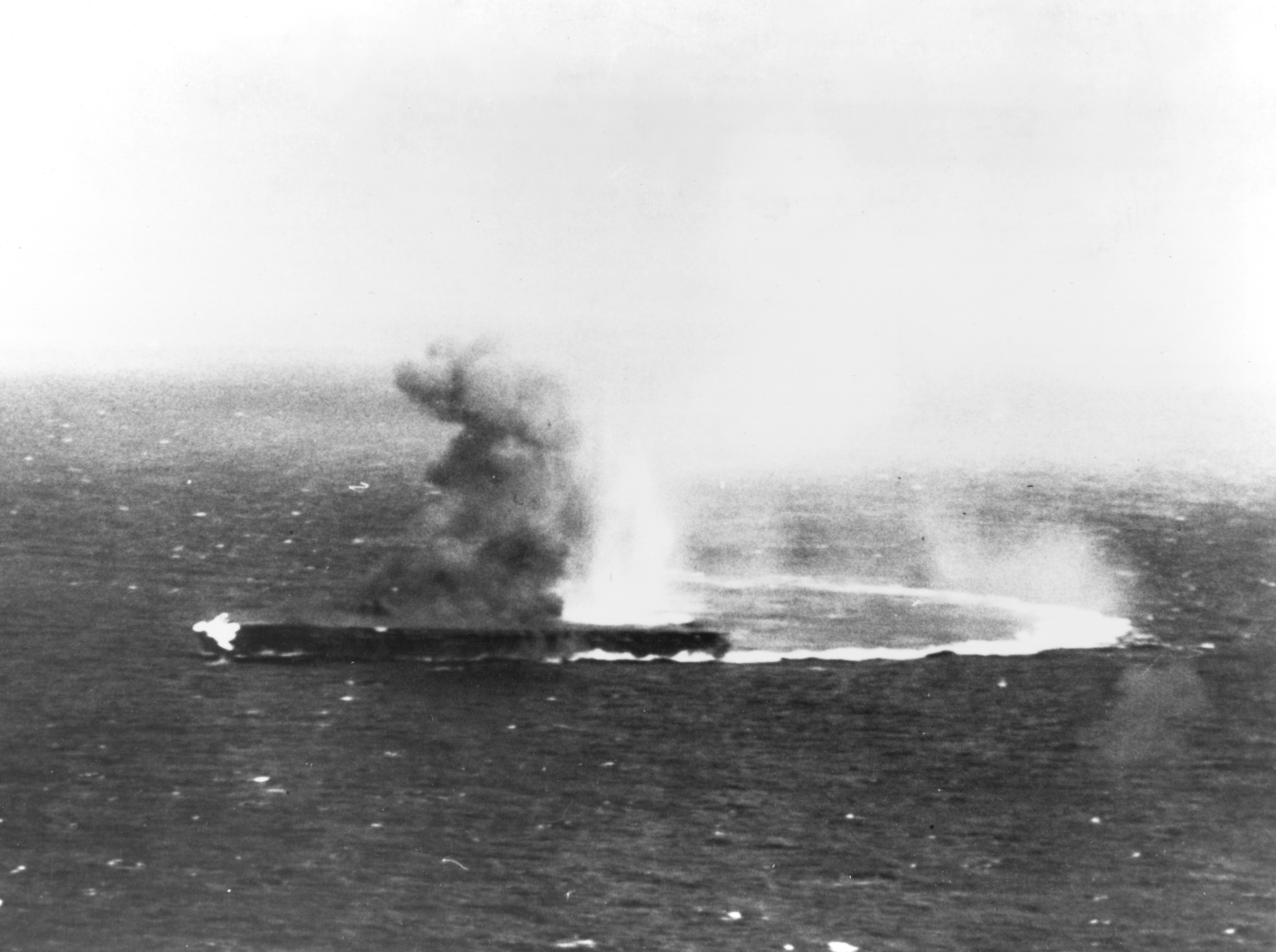
A Sókaku támadás alatt május 8-án. Az orrban látható nagy tűz az első bombatalálattól, és a középső nagy füstoszlop a másodiktól.

A Sóhót hamar felderítették reggel, és elsüllyesztették. Ezután a japánok felderítették a Neosho üzemanyag-ellátó hajót és az azt kísérő rombolót, amelyeket először összetévesztettek egy hordozóval és egy könnyű-cirkálóval. Egyetlen zuhanóbombázó elvesztésével elsüllyesztették a rombolót, és megrongálták az üzemanyag-ellátót annyira, hogy pár nappal később az amerikaiaknak el kellett süllyeszteniük. Késő délután a japánok egy téves felderítési jelentésre alapozva egy kis légicsapást indítottak, vadászgép kíséret nélkül. Az amerikai hordozók sokkal közelebb voltak, mint azt gondolták, és nagyjából egy vonalban az eredetileg elképzelt célpontjukkal. A japán repülőgépek megjelentek a radarokon, így az amerikaiak néhány levegőben járőröző repülőgépet odairányítottak, hogy elfogják azokat. A maradék járőrök a hordozók környékén maradtak a rossz időjárási viszonyok és a lemenő nap miatt. Az amerikai vadászok szitává lőtték a japán bombázókat, akik arra kényszerültek, hogy lefújják a támadást. Néhány életben maradt pilóta összezavarodott a sötétben, és megpróbált leszállni az amerikai hordozókra, mielőtt azok elhajtották őket.
Május 8-án reggel, mindkét oldal nagyjából egy időben észlelte egymást, és elindította repülőgépeit, körülbelül 9 óra tájékán. Az amerikai zuhanóbombázók 3 találattal használhatatlanná tették a Sókaku felszállófedélzetét, azonban a rádobott torpedókat sikeresen elkerülte. Egy zivatar által elrejtve, a Zuikakut nem tudták felderíteni, így az elkerülte a támadásokat. A másik oldalon a japán repülőgépek két torpedó- és két bombatalálattal súlyosan megrongálták a Lexington repülőgép-hordozót, és további egy bombatalálatot jegyeztek a Yorktown hordozón. A torpedótalálatok a Lexingtonon megrongálták az egyik repülőgép-üzemanyag tartályt, és az ebből kiáramló gőzök sorozatos robbanásokat okoztak, ami miatt később az amerikaiaknak el kellett süllyeszteni.

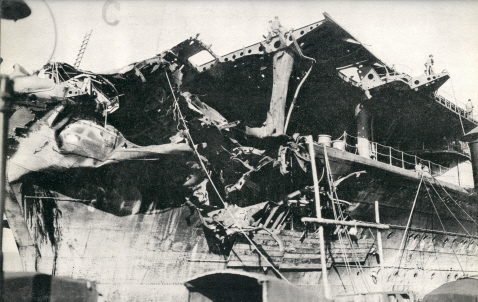
A Sókaku megrongálódott orra

A testvérhajók repülőcsoportjait erősen megtizedelték, ami arra kényszerítette a őket, hogy visszatérjenek Japánba újratöltésre és pilótaképzésre, így egyikük sem vehetett részt a midwayi csatában júniusban. Japán felé menet a Sókaku egy hatalmas viharba keveredett, amely miatt majdnem felborult, mert a tüzek eloltására használt víz megbontotta az egyensúlyát. A javítások 3 hónapot vettek igénybe, így a Sókaku nem volt kész egészen késő augusztusig.

### Kelet-Salamon-szigeteki csata
Az 1942. augusztus 7-ei amerikai partraszállások Guadalcanalon és a Tulagi szigeten meglepetésként érték a japánokat. A következő nap a Rjúdzsó könnyű-hordozó csatlakozott a testvérhajókhoz az 1. Repülőgép-hordozó Hadosztályban, amely Truk felé vette az irányt augusztus 16-án. A midwayi csatából tanulva a japánok megerősítették a vadászgép részlegüket, a torpedóbombázók kárára. A Sókaku osztályon így összesen 53 db Zero, 51 db D3A, 36 db B5N és 2 db Yokosuka D4Y1-C típusú felderítő repülőgép volt jelen. Miután augusztus 21-én felderítettek egy amerikai hordozót a Salamon-szigetek mellett, a hadosztályt arra utasították, hogy kerüljék ki Truk szigetét, és hajózzanak tovább dél felé. Augusztus 24-én a Rjúdzsó levált a hordozó hadosztályról, hogy a Guadalcanal felé tartó csapatszállító hajók elé hajózva megtámadja az amerikai Henderson Field légi támaszpontot, amennyiben nem találnak ellenséges hordozót. A két flotta-hordozó hátramaradt, felkészülvén arra, hogy megtámadják az amerikai hordozókat.
A Rjúdzsó és a kísérői voltak az első japán hajók, amelyeket aznap reggel felderítettek és elsüllyesztettek az amerikaiak. A Zuikakut és a Sókakut csak délután derítették fel. Röviddel egy sikertelen amerikai zuhanóbombázó támadás előtt (amelyek egyben fel is derítették őket), a testvérhajók elindították a zuhanóbombázóik felét, hogy megtámadják az amerikai USS Enterprise és USS Saratoga repülőgép-hordozókat. A legtöbb amerikai repülőgép már a levegőben volt. Légi járőrözésen, felderítőküldetéseken, vagy a Rjúdzsó elsüllyesztéséről tértek vissza. Ebből kifolyólag csak egy kis légicsapást tudtak indítani a felderítési jelentésre. Egy órával az első japán légicsapás elindítása után egy másodikat is indítottak, a maradék zuhanóbombázók részvételével, azonban a célpontjuk helyzetét hibásan adták meg, így nem találták meg az amerikaiakat. Az első hullám megtámadta a két amerikai hordozót, egy találatot jegyeztek a USS North Caronlina csatahajón, és három találatot az Enterprise hordozón, azonban a jelentős számú amerikai repülőgép és az erős légvédelmi tűz miatt visszafordultak. Nem tudva arról, mekkora károkat okoztak egymásnak, a két oldal még aznap este visszafordult.

### Santa Cruz-szigeteki csata
Az 1. Repülőgép-hordozó Hadosztály immáron a Zuihó könnyű-hordozóval kiegészülve október 11-én elhagyta Truk kikötőjét, hogy támogassa a japán hadsereget a guadalcanali Henderson Field repülőtér elfoglalásában. Ekkor a testvérhajókon 54 db Zero, 45 db D3A és 36 db B5N volt jelen. Négy nappal később a japánok felfedeztek egy kis amerikai hajókonvojt, amely egy vontatóhajó által húzott üzemanyag szállító uszályból és a Meredith rombolóból állt. A Sókaku és a Zuikaku repülőgépei elsüllyesztették a rombolót, de a vontatót nem támadták meg.

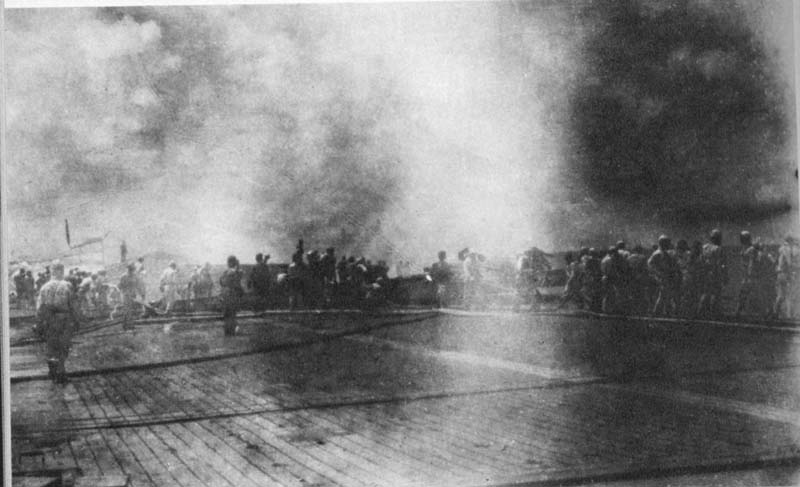
A Sókaku legénysége küzd a lángokkal a felszállófedélzeten 1942. október 15-én

A japán és amerikai hordozó flották október 26-án, kora reggel fedezték fel egymást, és támadást indítottak. A Sókaku súlyosan megrongálódott a USS Hornet repülőgép-hordozó zuhanóbombázói által bevitt 6 találattól. A Zuikakut nem derítették fel, így nem is támadták meg, mivel rejtve maradt a felhős időben, csak úgy, mint a korall-tengeri csatában. Válaszcsapásként a japánok megbénították a Hornetet két torpedóval és 3 bombával. Ráadásul még két repülőgép is belecsapódott az amerikai hordozóba, komoly károkat okozva. Az Enterprise is károkat szenvedett 2 bombatalálattól és egy közeli robbanástól, továbbá egy rombolót is megrongáltak, mikor az találatot kapott egy torpedóbombázótól. Később a nap folyamán a további támadások okozta károk miatt az amerikaiak elhagyták a Hornet fedélzetét, amit később a japán Makigumo és Akigumo rombolók süllyesztettek el. A japánok a repülőgépeik közel felét elvesztették, a tapasztalt és pótolhatatlan pilótáikkal együtt. November 2-án az 1. Repülőgép-hordozó Hadosztályt hazarendelték javításokra és kiképzésre.
A Sókaku javításai egészen 1943. márciusáig tartottak, eközben a Zuikaku a frissen feljavított Zuihóval január 17-én Truk szigetére hajózott, hogy támogassák a Guadalcanalon lévő japán erők közelgő evakuációját. Január 29-én a két hordozó 47 db Zerót indított Rabaul és a Kahili repülőtér irányába. a Zuihót ezután az evakuáció fedezetére használták, míg a Zuikaku Truk szigeténél maradt a 2 Jamató osztályú csatahajóval, egy kihajózásra készen álló flottaként.
Májusban a Sókakut és a Zuikakut egy ellentámadási küldetésre osztották be az Aleut-szigeteki amerikai offenzíva ellen, azonban ezt a küldetést lefújták az 1943. május 29-ei Attu szigetén elért szövetséges győzelem után. A testvérhajókat ezután júliusban Truk szigetére irányították. A szeptember 18-i Tarawa korallzátonynál történt rajtaütésre válaszolva, a hordozók és a flotta nagy része kihajózott az Eniwetok korallzátonyhoz, hogy amerikai erők után kutasson. Mivel ez sikertelennek bizonyult, szeptember 23-án visszatértek Truk kikötőjébe. A japánok lehallgattak néhány amerikai rádióüzenetet, amelyek egy következő támadást sugalltak Wake szigetére, ezért október 17-én a Sókaku, a Zuikaku és az 1. Flotta zöme Eniwtok közelébe hajózott, hogy megakadályozza ezt a támadást. Mivel nem történt semmilyen akció, ezért a flotta visszatért Trukra. November elején a repülőcsoportok zöme Rabaul városához lett csoportosítva, hogy megerősítsék az ottani védelmet. Ez pont időben történt, mivel pár nappal később a szövetségesek megtámadták a kikötőt. A japánok itt szinte semmit sem értek el, erejük felének elvesztése után november 13-án visszatértek Truk szigetére. A testvérhajók decemberben visszatértek Japánba.
1944 februárjában a Sókakut és a Zuikakut Szingapúrba küldték. Március 1-jén a hordozó hadosztályt megerősítették a Taihó flotta-hordozóval, ami a Zuihót váltotta a hadosztályban. Az 1. Repülőgép-hordozó Hadosztály május közepén kihajózott a Fülöp-szigeteken található Tawi-Tawi szigetekhez. Az új bázis közelebb volt a borneói olajkutakhoz, amire a japánok elsődlegesen támaszkodtak, továbbá Palauhoz és a nyugati Karolina-szigetekhez, ahova a következő amerikai támadást várták. Az új bázison nem volt repülőtér, ahol pilótákat képezhettek volna, valamint az amerikai tengeralattjárók a kikötőhöz láncolták a hajókat.

### Filippínó-tengeri csata
Az 1. Mobil Flotta június 13-án éppen úton volt a Guimaras szigetre, a Fülöp-szigetek központjában, ahol hordozó hadműveleteket terveztek gyakorolni, mivel jobban védve volt a tengeralattjáróktól, amikor Ozava Dzsiszaburó altengernagy tudomást szerzett az előző napi Mariana-szigeteki amerikai offenzíváról. Guimares kikötőjét elérve a flotta feltankolt, majd kihajózott a Filippínó-tengerre, ahol június 18-án felderítették az 58. Hordozó Harci Köteléket. Ekkor a két Sókakun összesen 54 db Zero vadászgép, 60 db D4Y zuhanóbombázó és 36 db Nakajima B6N típusú torpedóbombázó volt megtalálható. Ahogy a hordozók az első támadóhullámot elindították másnap reggel, a Taihót egy amerikai tengeralattjáró megtorpedózta és később elsüllyedt. Kicsit később egy másik tengeralattjáró, a USS Cavalla a Sókakut torpedózta meg. Három vagy négy torpedó több tüzet gyújtott a hangárban, amelyek felgyújtották az újratöltő repülőgépeket, valamint rengeteg víz tört be a hangárokba. Ahogy a hajóorr süllyedni kezdett, a repülők és a lőszer előrecsúszott, ezzel berobbantván egy bombát a hangárban. Ez begyújtotta a gázokat és az olajgőzöket, így négy további robbanás történt, amelyek belülről rombolták szét a hajót. A Sókaku néhány perccel később elsüllyedt 1 263 emberrel a fedélzetén. 570 embert kimentett egy könnyűcirkáló és egy romboló. A Taihó és a Sókaku elvesztésével a Zuikakunak kellett összegyűjtenie a hadosztály megmaradt repülőgépeit a súlyos veszteségek után (összesen 102 repülőgép maradt a fennmaradó 7 hordozón).
Ezután az 1. Mobil Flotta folytatta a visszavonulását Okinava felé. Az amerikaiak nem derítették fel a japán hordozókat másnap délutánig, így az azok ellen indított hatalmas légicsapás csak egy bombatalálatot ért el a Zuikakun, amelytől egy tűz keletkezett a hangárban.

### Csata a Leyte-öbölben

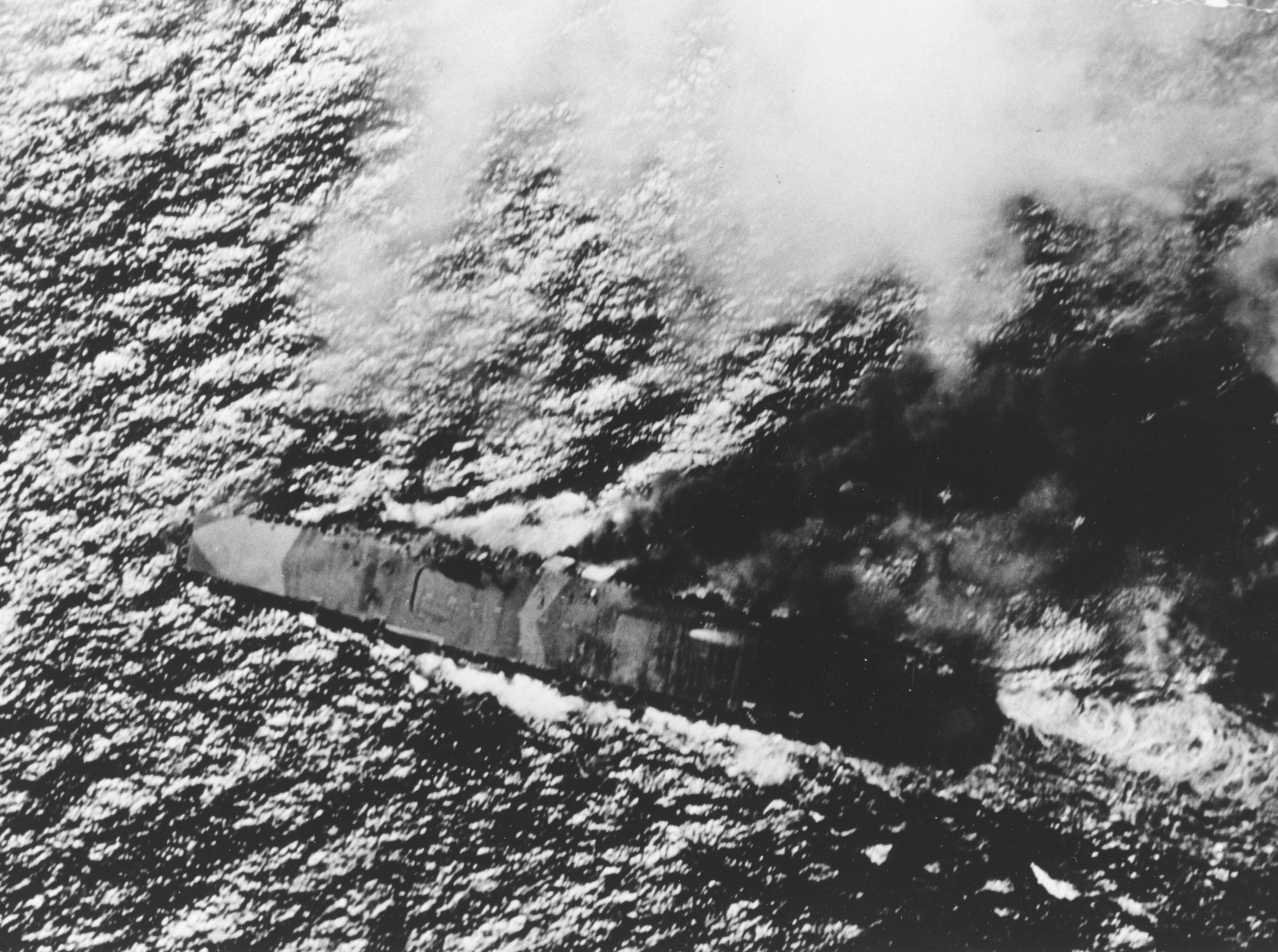
Légi felvétel a lángoló Zuikakuról, 1944. október 25-én

1944 októberében Ozava Dzsiszaburó tengernagy északi elterelő flottájának zászlóshajója a Zuikaku volt, amely flotta a Só-Gó 1 terv (japán ellentámadás a szövetséges partraszállás ellen a Leyte-öbölnél) része volt. Ekkor a Zuikakun 28 db A6M5 Zero vadászgép, 16 db A6M2 vadászbombázó, 7 db D4Y felderítő és 15 db B6N torpedóbombázó volt. Október 24-én reggel 10 vadászt, 11 vadászbombázót, 6 torpedóbombázót és 2 felderítőt indított útnak, ezzel hozzájárulva ahhoz a légicsapáshoz, amelynek az amerikai hordozók figyelmét kellett elvonnia a többi flottáról, amelyek a partraszálló erőket próbálták megsemmisíteni. Azonban ez kevés volt, mivel a japán repülők nem tudtak áttörni az amerikai vadászokon. A megmaradt repülők Luzon szigetén szálltak le. Az amerikai erők el voltak foglalva a többi japán flottával és a légitámadásokkal, így csak késő délután találtak rá Ozava északi flottájára, azonban William Halsey Jr. tengernagy, a 38. Hordozó Harci Kötelék kapitánya, úgy döntött, hogy már túl késő van ahhoz, hogy egy hatékony támadást indítsanak. Ezután az összes hajóval észak felé fordultak és felkészültek a reggeli támadásra.

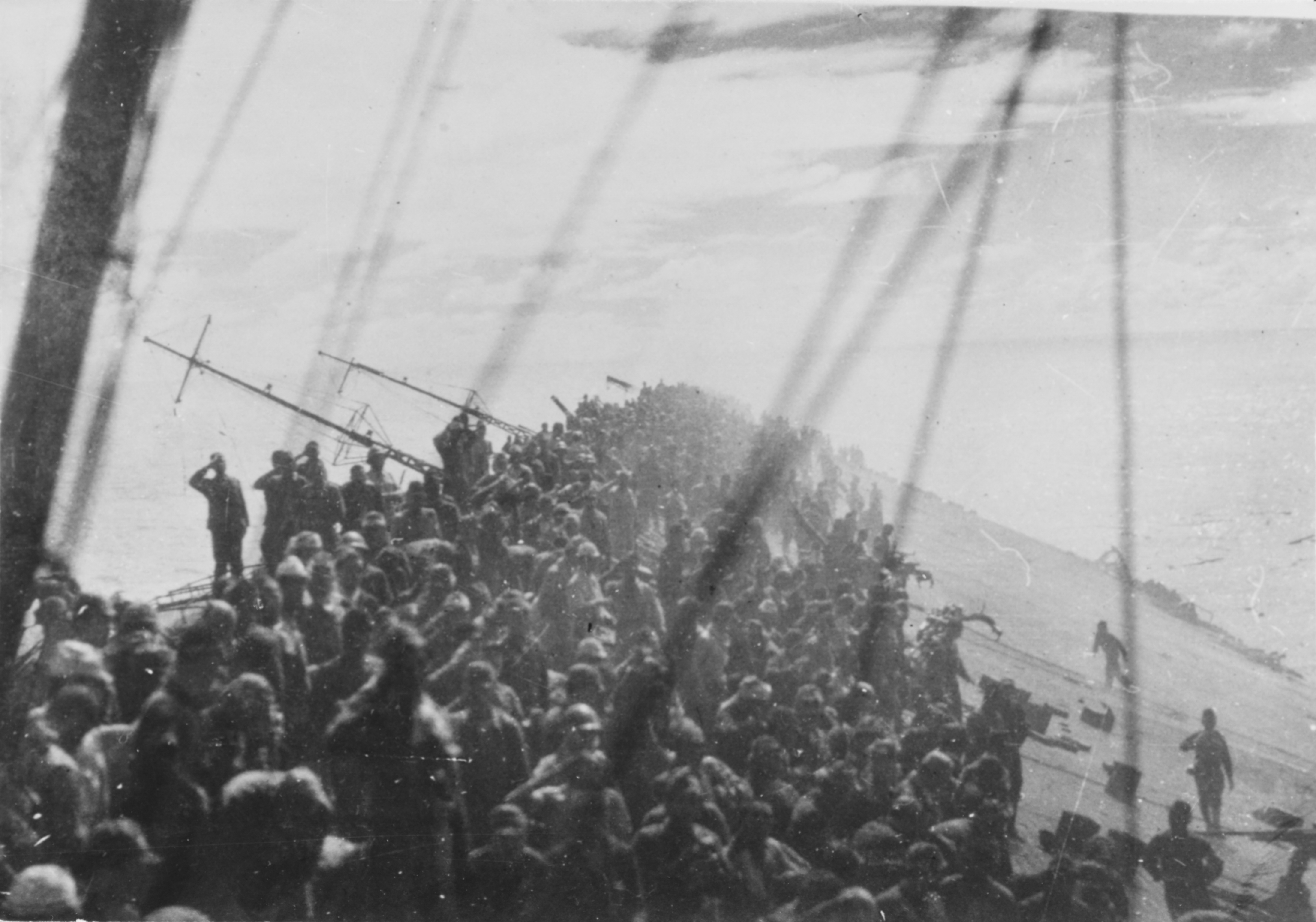
A Zuikaku legénysége tiszteleg a zászló leengedése közben, mielőtt elhagyják a hajót

Az amerikai hordozók légicsapást indítottak röviddel napkelte után. A Zuikakut három bomba és egy torpedó találta el, amely mindkét hangárjában tüzet keltett és megrongált egy propellerrudat. A hajó ezután 29,5 fokkal balra dőlt. Tizenöt perccel később a tüzeket eloltották és a dőlést sikerült 6 fokra csökkenteni a másik oldal elárasztásával. A második támadóhullám nagyrészt figyelmen kívül hagyta, azonban a harmadik hullám fő célpontja volt, amely további 6 torpedóval és 4 bombával találta el a Zuikakut. A bombák ismét tüzet keltettek a hangárokban, és a torpedók hatalmas áradásokat okoztak, amelyek nagyban megnövelték a dőlést, majd kiadták a parancsot a hajó elhagyására. Először a tat kezdett süllyedni, majd végül az egész Zuikaku elsüllyedt. Összesen 49 tiszt és 794 legénységi tag veszett oda, 47 tiszt és 815 legénységi tagot kimentettek a kísérő rombolók.

## Fordítás
Ez a szócikk részben vagy egészben  a   Shōkaku-class aircraft carrier című angol Wikipédia-szócikk ezen változatának fordításán alapul.  Az eredeti cikk szerkesztőit annak laptörténete sorolja fel. Ez a jelzés csupán a megfogalmazás eredetét és a szerzői jogokat jelzi, nem szolgál a cikkben szereplő információk forrásmegjelöléseként.